# Laminátová plovoucí podlaha

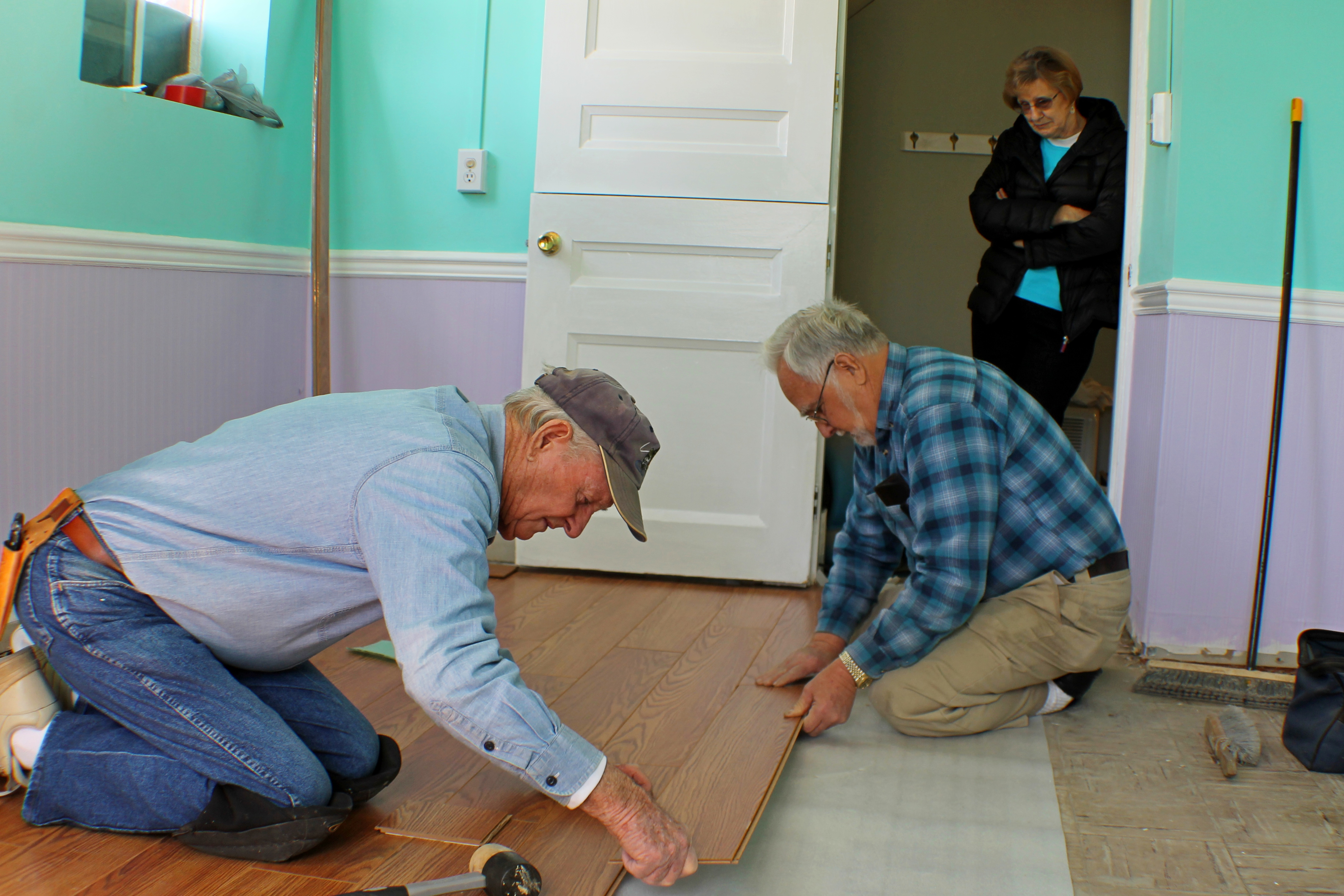
Pokládka laminátové podlahy

Laminátová plovoucí podlaha je druh relativně tenké (cca 10 mm) podlahové krytiny na bázi dřevovláknité desky. Skládá se z jednotlivých vlysů, které mají na svém boku "zámek", kterým do sebe vzájemně zapadají. Instalace této krytiny je poměrně rychlá, ale vyžaduje velmi rovný povrch. Podlaha se pokládá většinou na vyhlazenou betonovou mazaninu nebo na dřevěné povrchy (prkna nebo OSB desky). Odborníci na projektování pozemních staveb název "plovoucí podlaha" v souvislosti s těmito krytinami kritizují, protože skutečná plovoucí podlaha musí splňovat celou řadu požadavků na tepelnou izolaci, vzduchovou a kročejovou neprůzvučnost. Odolnější podlahy jsou vyrobeny z vysokotlakého laminátu, méně odolné jsou z přímých laminátů tzv. melaminové. U laminátových podlah je možné plovoucí i lepené provedení podlahy.

## Výhody
- stálost barvy a tvaru
- nejsou náročné na údržbu
- odolnost proti otěru
- vysoká odolnost - hodí se do místností s vysokou zátěží
- odolné proti slunečnímu záření

## Nevýhody
- nejsou odolné proti vlhku → nehodí se do místností s vyšším výskytem vody a vlhka (např. koupelna)
- netlumí zvuk
- nelepí se k pokladu

## Třídy náročnosti
Třídy 21, 22, 23 jsou vhodné pro domácí použití a třídy 31, 32, 33 se používají v komerčních prostorách.

## Údržba
Laminátové podlahy nesnesou vlhko, proto je není vhodné umývat vodou. Měly by se používat speciální přípravky, které se hned po aplikaci setřou.